# Луєго
Луєго (ісп. Luyego) — муніципалітет в Іспанії, у складі автономної спільноти Кастилія-і-Леон, у провінції Леон. Населення — 780 осіб (2010).
Муніципалітет розташований на відстані близько 300 км на північний захід від Мадрида, 60 км на південний захід від Леона.
На території муніципалітету розташовані такі населені пункти: (дані про населення за 2010 рік)
- Луєго-де-Сомоса: 129 осіб
- Пріаранса-де-ла-Вальдуерна: 193 особи
- Кінтанілья-де-Сомоса: 81 особа
- Табуйо-дель-Монте: 291 особа
- Вільялібре-де-Сомоса: 47 осіб
- Вільяр-де-Гольфер: 39 осіб

## Демографія
Динаміка населення (INE ):